# HYLAS 2
HYLAS 2 (Highly Adaptable Satellite 2) ist ein kommerzieller Kommunikationssatellit der Firma Avanti Communications aus Großbritannien. Er ist der zweite Satellit der Firma nach dem Start von HYLAS im November 2010.
Er wurde am 2. August 2012 um 20:54 UTC mit einer Ariane-5 Trägerrakete vom Raketenstartplatz Kourou (zusammen mit Intelsat 20) in eine geostationären Transferbahn gebracht. Nach der Trennung von der Rakete 34 Minuten nach dem Start erreichte der Satellit mit eigenem Antrieb seine geostationäre Endposition. Es war der insgesamt fünfzigste erfolgreichen Start einer Ariane-5-Rakete in Serie, bei dem auch mit dem Transport einer Nutzlast von 10,2 Tonnen in eine geostationären Transferbahn (GTO) ein neuer Lastenrekord aufgestellt wurde.
Der dreiachsenstabilisierte Satellit ist mit 24 Ka-Band-Endnutzer- und sechs Gateway-Transpondern sowie zwei ausfahrbaren Reflektor-Antennen mit sechs Flächen und einer schwenkbaren Nadir-Antenne ausgerüstet. Er soll von der Position 33,5° West aus Europa, den mittleren Osten und den Osten und Süden Afrikas mit Datenkommunikationsdiensten (Breitband-Internet für Firmen und Videoübertragungen) versorgen. Er wurde auf Basis des Satellitenbus STAR-2.4E der Orbital Sciences Corporation gebaut und besitzt eine geplante Lebensdauer von 15 Jahren.
Der Start von Hylas 3 erfolgte im August 2019 als Gastnutzlast auf dem Satelliten EDRS-C. Der Start des Satelliten HYLAS 4 erfolgte im April 2018.